# Mike Helton

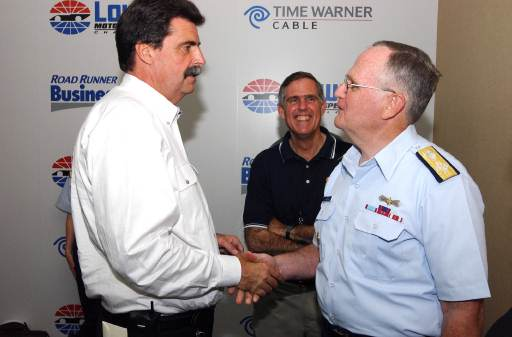
Mike Helton (links) bei einem Treffen mit Admiral Thomas H. Collins

Michael „Mike“ Helton (* 30. August 1953 in Bristol, Virginia) ist ein US-amerikanischer Motorsportfunktionär. Von 2000 bis 2015 war er der dritte Präsident der NASCAR. Er übernahm das Amt von Bill France junior im November 2000, im Februar 2015 trat er als Präsident zurück und ist seither stellvertretender Vorsitzender der NASCAR.
Bereits im Februar 1999 wurde er zum Chief Operating Officer der NASCAR ernannt. Zuvor war Helton unter anderem Manager des Talladega Superspeedway.